# 西部フィヨルド

西部フィヨルド
Vestfirðir

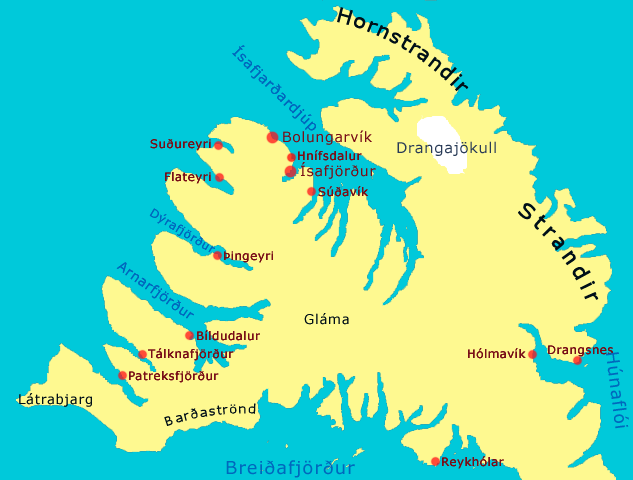
西部フィヨルドの地図

西部フィヨルド（せいぶフィヨルド、アイスランド語：Vestfirðir）は、アイスランド北西の地方である。Gilsfjörður と Bitrufjörður の間のわずか10キロメートルの幅によって、アイスランドと接続する半島である。西部フィヨルド地方は非常に険しい山地で、海岸線は多数のフィヨルドによって入り組んだ形になっている。
この地方は平地が少なく、農業に適さない。しかし、フィヨルドによって良質の天然港や漁場に恵まれており、地域経済への大きな貢献となっている。西部フィヨルド地方は人口密度が低く、2004年時点では総人口がたったの7,700人しかいなかった。最も大きな街はイーサフィヨルズゥル（人口2,785人）で、この地域の通商、行政、交通の中心地となっている。

## 西部フィヨルドの自治体
- ボルンガルヴィーク (Bolungarvík)
- ブリャウスライクール (Brjánslækur)
- イーサフィヨルズゥル (Ísafjörður)
- Tálknafjörður
- フラトエイリ (Flateyri)
- スーズルエイリ (Suðureyri)
- スーザヴィーク (Súðavik)
- ビールドゥダールル (Bildudalur)
- シンクエイリ (Þingeyri)
- パトレクスフィヨルズゥル (Patreksfjörður)
- Skálanes
- レイキャネス (西部フィヨルド) (Reykjanes)
- ホウルマヴィーク (Hólmavík)
- ドラングスネース (Drangsnes)